# Theodoros Stamos
Theodoros Stamos (en grec : Θεόδωρος Στάμος ; 31 décembre 1922 - 2 février 1997) est un peintre gréco-américain. Il est l'un des plus jeunes peintres à avoir fait partie du groupe original de peintres expressionnistes abstraits (les soi-disant « Irascibles »). Ce groupe comprenait entre autres Jackson Pollock, Willem de Kooning et Mark Rothko. Les dernières années de sa vie furent affectées négativement à cause de son implication dans l'affaire Rothko.